# Bryce DeWitt
Pour les articles homonymes, voir DeWitt.
Bryce Seligman DeWitt, né le 8 janvier 1923 à Dinuba et mort le 23 septembre 2004 à Austin, est un physicien américain connu pour avoir formulé la version canonique de la théorie de la gravitation quantique : une des premières approches pour quantifier la théorie de la relativité générale. Il est également connu pour avoir découvert avec John Archibald Wheeler l'équation de Wheeler-DeWitt pour la fonction d'onde de l'univers ; et enfin pour ses contributions à l'interprétation en mécanique quantique des mondes multiples de Hugh Everett.

## Études
Il fit sa maîtrise et son doctorat à l'université Harvard, et travailla pour l'Institute for Advanced Study, l'université de Caroline du Nord à Chapel Hill, et pour l'université du Texas à Austin.

## Parcours
Il reçut le prix Dirac, la distinction d'Einstein de la Société américaine de physique, fut membre de l'Académie nationale des sciences des États-Unis et de l'Académie américaine des arts et des lettres.
Il naquit sous le nom de Carl Bryce Seligman, mais changea son nom pendant les années 1950. Marié à la mathématicienne et physicienne française Cécile DeWitt-Morette, il mourut le 23 septembre 2004 d'un cancer du pancréas à l'âge de 81 ans.

## Livres
- Bryce DeWitt, Dynamical theory of groups and fields, New York, Gordon and Breach, 1965 (ISBN 0677009801)
- Bryce DeWitt et Neill Graham, « The Many-Worlds Interpretation of Quantum Mechanics », Princeton Series in Physics, Princeton University Press,‎ 1973 (ISBN 0-691-08131-X).
- Bryce DeWitt, « The Global Approach to Quantum Field Theory », The International Series of Monographs on Physics, Oxford University Press,‎ 2003 (ISBN 978-0198510932)
- Adam Hilger, Quantum theory of gravity. Essays in honor of the 60th birthday of Bryce S. DeWitt, Bristol, S. M. Christensen, 1984
- Bryce deWitt, Sopra un raggio di luce, Rome, Di Renzo Editore, 2005 (ISBN 8883231171)

## Article
- David Deutsch, Christopher Isham et Gregory Vilkovisky, « Bryce Seligman DeWitt », Physics Today, vol. 58, no 3,‎ 2005, p. 84 (DOI 10.1063/1.1897570)